# Sabran
 Sabran  es una población y comuna francesa, situada en la región de Occitania, departamento de Gard, en el distrito de Nimes y cantón de Bagnols-sur-Cèze. Hasta el año 2015 pertenecía a la región de Languedoc-Rosellón.

## Demografía
| 891 | 1006 | 1108 | 1243 | 1437 | 1683 |
| Para los censos de 1962 a 1999 la población legal corresponde a la población sin duplicidades (Fuente: INSEE [Consultar]) |      |      |      |      |      |